# Síndrome de Wunderlich
El síndrome de Wunderlich es una hemorragia renal confinada al espacio subcapsular y perirrenal. Se produce como manifestación de un angiomiolipoma renal, o como consecuencia de la ruptura de una arteria renal o de un aneurisma intraparenquimatoso.
No se debe confundir con el síndrome de Herlyn-Werner-Wunderlich, el cual es una rara anormalidad de los conductos müllerianos que se presenta con agenesia renal unilateral, duplicación del útero, cérvix uterino.